# 八戸利戡
八戸 利戡 / 南部 利戡（はちのへ としかつ / なんぶ としかつ）は、江戸時代の武士。陸奥国盛岡藩遠野領主。遠野南部家（根城南部家、八戸氏）4代当主（25代当主）。

## 略歴
天和3年（1683年）10月23日、盛岡藩南部家一門山田利仲の長男として、陸奥国盛岡上田に生まれた。幼名は「彦市」。父利仲は初代盛岡藩主南部利直の六男山田利長の次男。
元禄11年（1698年）12月28日、元服。元禄12年（1699年）7月12日、藩主行信の命で、義論の養女となった許嫁慶姫の入り婿として八戸家の家督を相続する。
宝永2年（1705年）藩主信恩の命で、小友金山を含む遠野領鱒沢村が本藩に借り上げとなる。
宝永3年（1706年）4月、藩主信恩に江戸護持院火消番を命じられ、5月に家臣270名を率いて江戸に出府し、宝永4年（1707年）4月まで務めた。任務に掛かった費用三千両は全額八戸家の負担となり、小友金山借り上げと共に八戸家の財政を逼迫させた。
正徳2年（1712年）3月、本藩に借り上げとなっていた鱒沢村が返還された。鱒沢村の検地により増加した212石を加増され、合わせて知行1万2712余石となった。
同年、遠野鍋倉館に滞在中に病に罹り6月21死去。享年30。嫡男利展が先立って死去しており、七戸（南部）舜信の長男信有が遺跡を相続した。

## 人物
宝永4年（1707年）護持院火消番で、江戸愛宕下中屋敷に滞在中に、身延山久遠寺三十三世日亨上人の来訪を受け人々を驚かせた。上人の来訪は、八戸家が久遠寺を開基した波木井実長（南部実長）の末裔のためと知って人々も納得した。